# Concilio de Toulouse (1178)
El Concilio de Toulouse de 1178 fue un interrogatorio de dos líderes heréticos, Raymond de Baillac y Bernard Raimond, que fueron llevados bajo salvoconducto a la catedral de Toulouse en 1178. Este concilio se distingue por el nivel cultural del que da testimonio. Un tercer cátaro está presente: Pierre Maurand.

## Regreso al origen del catarismo y al primer concilio contra los cátaros
El catarismo apareció en Italia a principios del siglo XI bajo el liderazgo de opositores a los papas que gobernaban el mundo cristiano y que afrontaban los preparativos de las cruzadas en Tierra Santa. El movimiento se extendió después bajo la responsabilidad de diferentes personas como el monje Henri que comenzó a predicar en el campo una nueva forma de ver la religión cristiana. El catarismo se desliga por tanto del valdismo nacido bajo la dirección de Pedro Valdo en el siglo XI. La primera resistencia al catarismo es poco conocida pero está vinculada al canto de la cruzada albigense de Guillermo de Tulède. En 1165, según la medievalista Monique Zerner, se celebró por primera vez un concilio eunónico organizado por obispos del condado de Toulouse que interrogaron a los cátaros sobre su fe. Los cátaros se negaron a responder a la pregunta y fueron excomulgados por un obispo desconocido de Lodève, según los relatos de la cruzada albigense.

## Concilio de Tolosa
Después de ser reunidos en la catedral de Toulouse, los albigenses fueron interrogados por el obispo de Poitiers y alrededor de 300 clérigos y laicos. Después de haber examinado a estos cátaros y después de la confesión que estos últimos hicieron por su propia voluntad, entraron en la iglesia de Saint-Jacques ante una multitud innumerable de personas, que se preparaban como para un espectáculo e iban a escuchar sus confesiones. de su fe.

## Testimonio de Pierre Maurand
Pierre Maurand, figura muy conocida y propietaria de una gran propiedad con una casa fortificada en Toulouse, forma parte de las familias patricias de Toulouse pero no tiene ninguna afiliación caballeresca. Está inscrito en los registros consulares de la ciudad de Toulouse. Probablemente este hombre predicaba a partir de una meditación sobre el comienzo del Evangelio de San Juan. Este hombre dice ser Juan Evangelista pero en realidad es el líder de los herejes de Toulouse.

## Consecuencias
Se organiza la resistencia contra los cátaros y el asesinato del legado de Pierre de Castelnau desencadenará la cruzada albigense en 1208.
Este concilio se encontró en los registros de los inquisidores y la abadía de Claraval aportó testimonios.